# Hunnum
Hunnum (también conocido como Onnum y Halton Chesters) era un castrum, situado al norte del actual pueblo de Halton, Northumberland, en la zona nordeste de Inglaterra. "Onnum" es una palabra bretona latinizada, que podría significar  agua, riachuelo, fresno o roca. Es el quinto castrum del Muro de Adriano, además de Segedunum (Wallsend), Pons Aelius (Newcastle),  Condercum y Vindobala. Se encuentra a unos 12 kilómetros al oeste de Vindobala, y a cuatro del norte de Coria. La carretera B6318, que recorre el Muro, cruza el poblado.
Se cree que el fuerte fue construido entre el 122 d. C. y el 126 d. C.

## Descripción
El fuerte protege la vía romana Dere Street a su paso por la muralla a través del valle. El fuerte original era oblongo: medía 140 metros de norte a sur por 125 metros de este a oeste. Posteriormente la sección sur del Muro de Adriano se extendió hacia el oeste y se alargó la pared sur del fuerte hasta los 173,7 metros, que le da una apariencia de L. 
El antiguo campamento ocupa una superficie de 19.000  m². Tenía cuatro puertas principales, en los cuatro puntos cardinales. Cada una de ellas tenía doble portón y habitáculos para los guardias. A lo largo del tiempo se han obstruido varias puertas, tanto principales como secundarias.
En cada esquina de la muralla y a ambos lados de las puertas principales había torres.
El Vallum pasaba a poca distancia del sur del fuerte. Lo atravesaba una carretera que iba desde la puerta sur hasta el Vicus, un pequeño núcleo urbano.

## Guarnición
En la puerta oeste una lápida indica que la Legio VI Victrix inició las obras. El fuerte fue inicialmente guarnecido, probablemente, por una cohorte de 500 soldados parcialmente montados. En el siglo III contó con un regimiento de caballería, el Ala I Pannoniorum Sabiniana, también llamado Ala Sabiniana, y que lleva el nombre de Sabinus, su fundador.

## Excavaciones
El campo al norte de Military Road que contiene la sección norte del fuerte se excavó por primera vez en 1827. Se encontraron unos baños públicos bien conservados. En el edificio se podían distinguir un vestidor, cuartos calientes secos y húmedos, un cuarto cálido y cuartos fríos. 
Es raro encontrar baños tan grandes alrededor del Muro de Adriano.